# Фэрибо (Миннесота)
Фэрибо (англ. Faribault) — город в округе Райс, штат Миннесота, США. На площади 33,3 км² (32,9 км² — суша, 0,5 км² — вода), согласно переписи 2000 года, проживают 20 818 человек. Плотность населения составляет 634,9 чел./км².
- Телефонный код города — 507
- Почтовый индекс — 55021
- FIPS-код города — 27-20546[1]
- GNIS-идентификатор — 0643560[2]